# IC 1835
IC 1835 ist ein Galaxientriplett im Sternbild Widder auf der Ekliptik. Es ist schätzungsweise 624 Millionen Lichtjahre von der Milchstraße entfernt.
Das Objekt wurde am 7. Januar 1897 von Stéphane Javelle entdeckt.